# Bag rampens lys
Bag rampens lys er en amerikansk stumfilm fra 1918 af Ida May Park.

## Medvirkende
- Dorothy Phillips som Midge O'Hara
- Juanita Hansen som Cherry Blow
- William Stowell som Henry Rockwell
- Harry von Meter som Jack Chalvey
- Lon Chaney som Elmer Watkins